# Eriococcus abeliceae
Eriococcus abeliceae är en insektsart som beskrevs av Kuwana 1927. Eriococcus abeliceae ingår i släktet Eriococcus och familjen filtsköldlöss. Inga underarter finns listade i Catalogue of Life.